# El Guarda de Guerrero
El Guarda del Guerrero, även San José el Guarda, är ett samhälle i kommunen Joquicingo i delstaten Mexiko i Mexiko. Orten hade 1 488 invånare vid folkräkningen år 2010.